# Севериновка (Волынская область)
Севериновка (укр. Северинівка) — село в Маневичской поселковой общине Камень-Каширского района Волынской области Украины.
До 2020 года входило в Маневичский район.
Код КОАТУУ — 0723683602. Население по переписи 2001 года составляет 252 человека. Почтовый индекс — 44640. Телефонный код — 3376. Занимает площадь 0,936 км².